# Virve Holtsmeier
Virve Holtsmeier (desde 1985 Liiri; nascida a 2 de novembro de 1944, em Suure-Jaani) é uma arqueira estoniana.
Em 1968 ela formou-se no Departamento de Química do Instituto Politécnico de Tallinn.
De 1969 a 1975 foi atleta pela União Soviética.
Em 1971 ela ganhou uma medalha de prata e em 1975 uma medalha de ouro no Campeonato Mundial de Tiro com Arco.
De 1969 a 1976 ela sagrou-se 13 vezes campeã da Estónia em diferentes modalidades de tiro com arco.
Em 1975 ela foi nomeada Atleta do Ano da Estónia.